# Cratere Leah
Leah  è un cratere sulla superficie di Venere.